# On / Off
 (mars 2017).
Si vous disposez d'ouvrages ou d'articles de référence ou si vous connaissez des sites web de qualité traitant du thème abordé ici, merci de compléter l'article en donnant les références utiles à sa vérifiabilité et en les liant à la section « Notes et références ».
Pour plus de détails, voir Fiche technique et Distribution.
On / Off est un documentaire musical sorti directement en DVD en 2000. Il retrace la tournée Hard Knock Life Tour de 1999, coorganisée par les labels Def Jam et Roc-A-Fella Records avec également un partenariat avec Ruff Ryders.

## Synopsis
Les labels Def et Roc-A-Fella réunissent leurs rappeurs pour une tournée de 54 dates à travers les États-Unis (Charlotte, New York, Los Angeles, Denver, ...) et le Canada (une date à Montréal). Jay-Z, DMX, Ja Rule sont traités comme des stars, mais les « jeunes » derrière eux logent dans un bus sans aucun luxe. Les patrons des labels s'embrouillent. Les rappeurs rencontrent des filles très fans. Method Man et Redman laissent libre cours à leur imagination débordante et enfumante...

## Fiche technique
- Titre : On / Off
- Titre original : Backstage
- Réalisation : Chris Fiore
- Photo : Elena « EZ » Sorre, Mark Petersson, Lenny Santiago
- Montage : Chris Fiore, Richard Calderon
- Producteurs : Bob Weinstein (exécutif), Harvey Weinstein (exécutif), Lyor Cohen (exécutif)
- Sociétés de production : Dimension Films, Roc-A-Fella Records, Def Jam
- Distribution : Miramax  États-Unis - TF1 Video  France
- Pays d’origine : États-Unis
- Langue : anglais
- Format : 1.33 (4/3)
- Genre : documentaire musical
- Durée : 86 minutes (1 h 26)
- Date de sortie :  2000

## Célébrités présentes

### Participants aux spectacles
- Jay-Z
- DMX
- Ja Rule
- Memphis Bleek
- Beanie Sigel
- Method Man
- Redman
- DJ Scratch
- DJ Clue
- Amil

### Équipe des labels et des artistes
- Damon Dash (président de Roc-A-Fella)
- Duro (agent de DJ Clue)
- Ty Ty (organisateur de la tournée)
- Kevin Liles (président de Def Jam/Def Soul Records)
- DJ Twinz (DJ de Redman)
- Tone Capone
- Siddiq (agent de Beanie Sigel)
- Tone Hooker
- Skane (agent de DJ Clue)

### Célébrités ayant fait une apparition
- Busta Rhymes
- Eve
- Magic Johnson
- Swizz Beatz
- P. Diddy
- Irv Gotti
- Chuck D (Public Enemy)
- Pain In Da Ass

## Note
- Le mardi 20 avril 1999 a eu lieu la fusillade du lycée Columbine. Les organisateurs du Hard Knock Life Tour ont alors décidé de reverser les recettes du concert du jour aux familles des victimes.